# Te vas a enterar
Te vas a enterar fue un programa magacín con emisión diaria en franja de tarde en el que se abordaron noticias y opiniones «de una forma transgresora y poco convencional». El programa, presentado por Jesús Gallego y Álvaro de la Lama, se emitió de lunes a viernes de 18:00 a 20:00 en Cuatro desde el 26 de noviembre de 2012 y hasta el 31 de octubre de 2013. Desde el 1 de agosto hasta el 31 de octubre de 2013, el programa fue presentado por Ana Rodríguez Martí y Álvaro de la Lama.
El martes 22 de octubre la página Fórmula TV informó que el programa iba a ser cancelado en Cuatro debido a que la cadena ya no apostaba por la información y quería buscar otros productos en la sobremesa, Así el programa se despidió de los espectadores el 31 de octubre de 2013 y se sustituyó por Lo sabe, no lo sabe.

## Reparto

### Presentadores
- Jesús Gallego: Presentador oficial (2012-2013)
- Álvaro de la Lama: Copresentador.[2] (2012-2013)
- Ana Rodríguez Martí: Copresentadora.[2] (2013)

### Colaboradores
| - Ibán Padrón (2012-2013) - Julio Muñoz (2012-2013) - Boro Barber (2012-2013) - Pepa Peláez (2012-2013) | - Diego Serrano (2012-2013) - Lara Fernández (2012-2013) - Nacho Durán (2012-2013) | - Itxaso Mardones (2012-2013) - Remedio Villa (2012-2013) - Deborah Fernández (2012-2013) |

## Desarrollo de producción
El espacio tiene como escenario su propia redacción, donde se trabaja las 24 horas del día y que durante el tiempo de emisión del programa se convierte en un dinámico plató abierto al exterior a través de las nuevas formas de comunicación, que permitirán la participación ciudadana, de una amplia red de colaboradores y de conexiones en directo con los principales puntos de la actualidad. Por otra parte, las pantallas distribuidas por la redacción tienen una gran relevancia, ya que servirán para mostrar los comentarios y las opiniones que los usuarios expresen en las diferentes redes sociales, así como para mostrar los distintos lugares en donde se esté produciendo la noticia.

## Audiencias
| Temporada | Temporada | Episodios | Estreno                 | Final                   | Audiencia    | Audiencia | Audiencia |
| Temporada | Temporada | Episodios | Estreno                 | Final                   | Espectadores | Cuota     |           |
| --------- | --------- | --------- | ----------------------- | ----------------------- | ------------ | --------- | --------- |
|           | 1         | 188       | 26 de noviembre de 2012 | 6 de septiembre de 2013 | 393 000      | 4,1%      |           |
|           | 2         | 33        | 9 de septiembre de 2013 | 31 de octubre de 2013   | 342 000      | 3,9%      |           |
| Total     | Total     | 221       | 2012                    | 2013                    | 367 000      | 4,0%      |           |

## Primera etapa (2012-2013)
| Programación emitida (Evolución diaria) | Programación emitida (Evolución diaria) | Programación emitida (Evolución diaria) | Programación emitida (Evolución diaria) | Programación emitida (Evolución diaria) |
| N.º                                     | Día laborable                           | Fecha de emisión                        | Espectadores                            | Share                                   |
| --------------------------------------- | --------------------------------------- | --------------------------------------- | --------------------------------------- | --------------------------------------- |
| 01                                      | Lunes                                   | 26 de noviembre de 2012                 | 420.000                                 | 3,6%                                    |
| 02                                      | Martes                                  | 27 de noviembre de 2012                 | 295.000                                 | 2,5%                                    |
| 03                                      | Miércoles                               | 28 de noviembre de 2012                 | 268.000                                 | 2,3%                                    |
| 04                                      | Jueves                                  | 29 de noviembre de 2012                 | 309.000                                 | 2,8%                                    |
| 05                                      | Viernes                                 | 30 de noviembre de 2012                 | 337.000                                 | 2,9%                                    |
| 06                                      | Lunes                                   | 3 de diciembre de 2012                  | 290.000                                 | 2,6%                                    |
| 07                                      | Martes                                  | 4 de diciembre de 2012                  | 369.000                                 | 3,2%                                    |
| 08                                      | Miércoles                               | 5 de diciembre de 2012                  | 327.000                                 | 3,0%                                    |
| 09                                      | Viernes                                 | 7 de diciembre de 2012                  | 425.000                                 | 3,8%                                    |
| 10                                      | Lunes                                   | 10 de diciembre de 2012                 | 303.000                                 | 2,7%                                    |
| 11                                      | Martes                                  | 11 de diciembre de 2012                 | 311.000                                 | 2,8%                                    |
| 12                                      | Miércoles                               | 12 de diciembre de 2012                 | 367.000                                 | 3,4%                                    |
| 13                                      | Jueves                                  | 13 de diciembre de 2012                 | 382.000                                 | 3,4%                                    |
| 14                                      | Viernes                                 | 14 de diciembre de 2012                 | 380.000                                 | 3,3%                                    |
| 15                                      | Lunes                                   | 17 de diciembre de 2012                 | 315.000                                 | 2,9%                                    |
| 16                                      | Martes                                  | 18 de diciembre de 2012                 | 297.000                                 | 2,7%                                    |
| 17                                      | Miércoles                               | 19 de diciembre de 2012                 | 307.000                                 | 2,9%                                    |
| 18                                      | Jueves                                  | 20 de diciembre de 2012                 | 377.000                                 | 3,7%                                    |
| 19                                      | Viernes                                 | 21 de diciembre de 2012                 | 393.000                                 | 3,7%                                    |
| 20                                      | Miércoles                               | 26 de diciembre de 2012                 | 361.000                                 | 3,1%                                    |
| 21                                      | Jueves                                  | 27 de diciembre de 2012                 | 284.000                                 | 2,5%                                    |
| 22                                      | Viernes                                 | 28 de diciembre de 2012                 | 338.000                                 | 3,2%                                    |
| 23                                      | Miércoles                               | 2 de enero de 2013                      | 371.000                                 | 3,2%                                    |
| 24                                      | Jueves                                  | 3 de enero de 2013                      | 362.000                                 | 3,3%                                    |
| 25                                      | Viernes                                 | 4 de enero de 2013                      | 286.000                                 | 2,7%                                    |
| 26                                      | Lunes                                   | 7 de enero de 2013                      | 550.000                                 | 4,0%                                    |
| 27                                      | Martes                                  | 8 de enero de 2013                      | 374.000                                 | 3,3%                                    |
| 28                                      | Miércoles                               | 9 de enero de 2013                      | 339.000                                 | 3,0%                                    |
| 29                                      | Jueves                                  | 10 de enero de 2013                     | 334.000                                 | 3,1%                                    |
| 30                                      | Viernes                                 | 11 de enero de 2013                     | 388.000                                 | 3,5%                                    |
| 31                                      | Lunes                                   | 14 de enero de 2013                     | 317.000                                 | 2,7%                                    |
| 32                                      | Martes                                  | 15 de enero de 2013                     | 376.000                                 | 3,2%                                    |
| 33                                      | Miércoles                               | 16 de enero de 2013                     | 426.000                                 | 3,5%                                    |
| 34                                      | Jueves                                  | 17 de enero de 2013                     | 372.000                                 | 3,3%                                    |
| 35                                      | Viernes                                 | 18 de enero de 2013                     | 454.000                                 | 3,8%                                    |
| 36                                      | Lunes                                   | 21 de enero de 2013                     | 356.000                                 | 3,0%                                    |
| 37                                      | Martes                                  | 22 de enero de 2013                     | 377.000                                 | 3,0%                                    |
| 38                                      | Miércoles                               | 23 de enero de 2013                     | 334.000                                 | 2,7%                                    |
| 39                                      | Jueves                                  | 24 de enero de 2013                     | 391.000                                 | 3,4%                                    |
| 40                                      | Viernes                                 | 25 de enero de 2013                     | 385.000                                 | 3,3%                                    |
| 41                                      | Lunes                                   | 28 de enero de 2013                     | 467.000                                 | 4,2%                                    |
| 42                                      | Martes                                  | 29 de enero de 2013                     | 398.000                                 | 3,6%                                    |
| 43                                      | Miércoles                               | 30 de enero de 2013                     | 449.000                                 | 4,0%                                    |
| 44                                      | Jueves                                  | 31 de enero de 2013                     | 576.000                                 | 5,5%                                    |
| 45                                      | Viernes                                 | 1 de febrero de 2013                    | 627.000                                 | 5,7%                                    |
| 46                                      | Lunes                                   | 4 de febrero de 2013                    | 564.000                                 | 5,0%                                    |
| 47                                      | Martes                                  | 5 de febrero de 2013                    | 475.000                                 | 4,3%                                    |
| 48                                      | Miércoles                               | 6 de febrero de 2013                    | 405.000                                 | 3,3%                                    |
| 49                                      | Jueves                                  | 7 de febrero de 2013                    | 492.000                                 | 4,3%                                    |
| 50                                      | Viernes                                 | 8 de febrero de 2013                    | 541.000                                 | 4,7%                                    |
| 51                                      | Lunes                                   | 11 de febrero de 2013                   | 463.000                                 | 3,7%                                    |
| 52                                      | Martes                                  | 12 de febrero de 2013                   | 415.000                                 | 3,5%                                    |
| 53                                      | Miércoles                               | 13 de febrero de 2013                   | 446.000                                 | 4,0%                                    |
| 54                                      | Jueves                                  | 14 de febrero de 2013                   | 486.000                                 | 4,6%                                    |
| 55                                      | Viernes                                 | 15 de febrero de 2013                   | 429.000                                 | 4,0%                                    |
| 56                                      | Lunes                                   | 18 de febrero de 2013                   | 422.000                                 | 3,7%                                    |
| 57                                      | Martes                                  | 19 de febrero de 2013                   | 429.000                                 | 3,6%                                    |
| 58                                      | Miércoles                               | 20 de febrero de 2013                   | 420.000                                 | 3,8%                                    |
| 59                                      | Viernes                                 | 22 de febrero de 2013                   | 528.000                                 | 4,4%                                    |
| 60                                      | Lunes                                   | 25 de febrero de 2013                   | 479.000                                 | 4,0%                                    |
| 61                                      | Martes                                  | 26 de febrero de 2013                   | 531.000                                 | 4,6%                                    |
| 62                                      | Miércoles                               | 27 de febrero de 2013                   | 472.000                                 | 4,1%                                    |
| 63                                      | Jueves                                  | 28 de febrero de 2013                   | 585.000                                 | 4,6%                                    |
| 64                                      | Viernes                                 | 1 de marzo de 2013                      | 564.000                                 | 5,0%                                    |
| 65                                      | Lunes                                   | 4 de marzo de 2013                      | 446.000                                 | 3,6%                                    |
| 66                                      | Martes                                  | 5 de marzo de 2013                      | 461.000                                 | 3,8%                                    |
| 67                                      | Miércoles                               | 6 de marzo de 2013                      | 443.000                                 | 4,1%                                    |
| 68                                      | Jueves                                  | 7 de marzo de 2013                      | 400.000                                 | 3,6%                                    |
| 69                                      | Viernes                                 | 8 de marzo de 2013                      | 374.000                                 | 3,5%                                    |
| 70                                      | Lunes                                   | 11 de marzo de 2013                     | 476.000                                 | 4,3%                                    |
| 71                                      | Martes                                  | 12 de marzo de 2013                     | 411.000                                 | 3,5%                                    |
| 72                                      | Miércoles                               | 13 de marzo de 2013                     | 458.000                                 | 3,8%                                    |
| 73                                      | Viernes                                 | 15 de marzo de 2013                     | 404.000                                 | 3,9%                                    |
| 74                                      | Lunes                                   | 18 de marzo de 2013                     | 464.000                                 | 4,3%                                    |
| 75                                      | Martes                                  | 19 de marzo de 2013                     | 464.000                                 | 4,1%                                    |
| 76                                      | Miércoles                               | 20 de marzo de 2013                     | 349.000                                 | 3,6%                                    |
| 77                                      | Jueves                                  | 21 de marzo de 2013                     | 374.000                                 | 3,9%                                    |
| 78                                      | Viernes                                 | 22 de marzo de 2013                     | 397.000                                 | 3,8%                                    |
| 79                                      | Lunes                                   | 25 de marzo de 2013                     | 437.000                                 | 3,9%                                    |
| 80                                      | Martes                                  | 26 de marzo de 2013                     | 421.000                                 | 3,9%                                    |
| 81                                      | Miércoles                               | 27 de marzo de 2013                     | 400.000                                 | 3,9%                                    |
| 82                                      | Lunes                                   | 1 de abril de 2013                      | 442.000                                 | 4,0%                                    |
| 83                                      | Martes                                  | 2 de abril de 2013                      | 380.000                                 | 3,9%                                    |
| 84                                      | Miércoles                               | 3 de abril de 2013                      | 414.000                                 | 4,0%                                    |
| 85                                      | Jueves                                  | 4 de abril de 2013                      | 349.000                                 | 3,4%                                    |
| 86                                      | Viernes                                 | 5 de abril de 2013                      | 402.000                                 | 3,8%                                    |
| 87                                      | Lunes                                   | 8 de abril de 2013                      | 401.000                                 | 4,0%                                    |
| 88                                      | Martes                                  | 9 de abril de 2013                      | 371.000                                 | 3,7%                                    |
| 89                                      | Miércoles                               | 10 de abril de 2013                     | 323.000                                 | 3,4%                                    |
| 90                                      | Viernes                                 | 12 de abril de 2013                     | 300.000                                 | 3,3%                                    |
| 91                                      | Lunes                                   | 15 de abril de 2013                     | 296.000                                 | 3,4%                                    |
| 92                                      | Martes                                  | 16 de abril de 2013                     | 323.000                                 | 3,8%                                    |
| 93                                      | Miércoles                               | 17 de abril de 2013                     | 366.000                                 | 4,3%                                    |
| 94                                      | Jueves                                  | 18 de abril de 2013                     | 390.000                                 | 4,6%                                    |
| 95                                      | Viernes                                 | 19 de abril de 2013                     | 358.000                                 | 4,0%                                    |
| 96                                      | Lunes                                   | 22 de abril de 2013                     | 397.000                                 | 4,3%                                    |
| 97                                      | Martes                                  | 23 de abril de 2013                     | 350.000                                 | 4,1%                                    |
| 98                                      | Miércoles                               | 24 de abril de 2013                     | 323.000                                 | 3,6%                                    |
| 99                                      | Jueves                                  | 25 de abril de 2013                     | 426.000                                 | 4,3%                                    |
| 100                                     | Viernes                                 | 26 de abril de 2013                     | 402.000                                 | 4,1%                                    |
| 101                                     | Lunes                                   | 29 de abril de 2013                     | 403.000                                 | 3,6%                                    |
| 102                                     | Martes                                  | 30 de abril de 2013                     | 349.000                                 | 3,5%                                    |
| 103                                     | Jueves                                  | 2 de mayo de 2013                       | 326.000                                 | 3,6%                                    |
| 104                                     | Viernes                                 | 3 de mayo de 2013                       | 312.000                                 | 3,8%                                    |
| 105                                     | Lunes                                   | 6 de mayo de 2013                       | 330.000                                 | 3,5%                                    |
| 106                                     | Martes                                  | 7 de mayo de 2013                       | 432.000                                 | 4,8%                                    |
| 107                                     | Miércoles                               | 8 de mayo de 2013                       | 463.000                                 | 5,3%                                    |
| 108                                     | Jueves                                  | 9 de mayo de 2013                       | 405.000                                 | 4,6%                                    |
| 109                                     | Viernes                                 | 10 de mayo de 2013                      | 407.000                                 | 4,7%                                    |
| 110                                     | Lunes                                   | 13 de mayo de 2013                      | 364.000                                 | 4,1%                                    |
| 111                                     | Martes                                  | 14 de mayo de 2013                      | 368.000                                 | 3,8%                                    |
| 112                                     | Miércoles                               | 15 de mayo de 2013                      | 507.000                                 | 4,9%                                    |
| 113                                     | Jueves                                  | 16 de mayo de 2013                      | 437.000                                 | 4,5%                                    |
| 114                                     | Viernes                                 | 17 de mayo de 2013                      | 426.000                                 | 3,9%                                    |
| 115                                     | Lunes                                   | 20 de mayo de 2013                      | 453.000                                 | 4,4%                                    |
| 116                                     | Martes                                  | 21 de mayo de 2013                      | 429.000                                 | 4,5%                                    |
| 117                                     | Miércoles                               | 22 de mayo de 2013                      | 370.000                                 | 4,0%                                    |
| 118                                     | Jueves                                  | 23 de mayo de 2013                      | 378.000                                 | 4,4%                                    |
| 119                                     | Viernes                                 | 24 de mayo de 2013                      | 353.000                                 | 4,1%                                    |
| 120                                     | Lunes                                   | 27 de mayo de 2013                      | 396.000                                 | 4,0%                                    |
| 121                                     | Martes                                  | 28 de mayo de 2013                      | 421.000                                 | 4,3%                                    |
| 122                                     | Miércoles                               | 29 de mayo de 2013                      | 458.000                                 | 4,8%                                    |
| 123                                     | Jueves                                  | 30 de mayo de 2013                      | 550.000                                 | 5,8%                                    |
| 124                                     | Viernes                                 | 31 de mayo de 2013                      | 393.000                                 | 4,4%                                    |
| 125                                     | Lunes                                   | 3 de junio de 2013                      | 383.000                                 | 4,4%                                    |
| 126                                     | Martes                                  | 4 de junio de 2013                      | 313.000                                 | 3,5%                                    |
| 127                                     | Miércoles                               | 5 de junio de 2013                      | 353.000                                 | 4,2%                                    |
| 128                                     | Lunes                                   | 10 de junio de 2013                     | 407.000                                 | 4,5%                                    |
| 129                                     | Martes                                  | 11 de junio de 2013                     | 376.000                                 | 4,3%                                    |
| 130                                     | Jueves                                  | 13 de junio de 2013                     | 373.000                                 | 4,4%                                    |
| 131                                     | Viernes                                 | 14 de junio de 2013                     | 400.000                                 | 5,0%                                    |
| 132                                     | Lunes                                   | 17 de junio de 2013                     | 401.000                                 | 4,4%                                    |
| 133                                     | Miércoles                               | 19 de junio de 2013                     | 381.000                                 | 4,1%                                    |
| 134                                     | Jueves                                  | 20 de junio de 2013                     | 364.000                                 | 4,3%                                    |
| 135                                     | Viernes                                 | 21 de junio de 2013                     | 363.000                                 | 4,1%                                    |
| 136                                     | Lunes                                   | 24 de junio de 2013                     | 455.000                                 | 4,8%                                    |
| 137                                     | Martes                                  | 25 de junio de 2013                     | 346.000                                 | 4,1%                                    |
| 138                                     | Miércoles                               | 26 de junio de 2013                     | 348.000                                 | 4,3%                                    |
| 139                                     | Jueves                                  | 27 de junio de 2013                     | 555.000                                 | 6,6%                                    |
| 140                                     | Viernes                                 | 28 de junio de 2013                     | 391.000                                 | 4,9%                                    |
| 141                                     | Lunes                                   | 1 de julio de 2013                      | 400.000                                 | 4,7%                                    |
| 142                                     | Martes                                  | 2 de julio de 2013                      | 441.000                                 | 5,1%                                    |
| 143                                     | Miércoles                               | 3 de julio de 2013                      | 413.000                                 | 5,0%                                    |
| 144                                     | Jueves                                  | 4 de julio de 2013                      | 393.000                                 | 4,7%                                    |
| 145                                     | Viernes                                 | 5 de julio de 2013                      | 413.000                                 | 5,0%                                    |
| 146                                     | Lunes                                   | 8 de julio de 2013                      | 340.000                                 | 3,9%                                    |
| 147                                     | Martes                                  | 9 de julio de 2013                      | 339.000                                 | 4,2%                                    |
| 148                                     | Miércoles                               | 10 de julio de 2013                     | 368.000                                 | 4,4%                                    |
| 149                                     | Jueves                                  | 11 de julio de 2013                     | 392.000                                 | 4,6%                                    |
| 150                                     | Viernes                                 | 12 de julio de 2013                     | 417.000                                 | 5,3%                                    |
| 151                                     | Lunes                                   | 15 de julio de 2013                     | 507.000                                 | 6,0%                                    |
| 152                                     | Martes                                  | 16 de julio de 2013                     | 440.000                                 | 5,5%                                    |
| 153                                     | Miércoles                               | 17 de julio de 2013                     | 383.000                                 | 4,7%                                    |
| 154                                     | Jueves                                  | 18 de julio de 2013                     | 361.000                                 | 4,6%                                    |
| 155                                     | Viernes                                 | 19 de julio de 2013                     | 426.000                                 | 5,4%                                    |
| 156                                     | Lunes                                   | 22 de julio de 2013                     | 403.000                                 | 4,9%                                    |
| 157                                     | Martes                                  | 23 de julio de 2013                     | 526.000                                 | 6,2%                                    |
| 158                                     | Miércoles                               | 24 de julio de 2013                     | 323.000                                 | 3,7%                                    |
| 159                                     | Jueves                                  | 25 de julio de 2013                     | 389.000                                 | 4,2%                                    |
| 160                                     | Viernes                                 | 26 de julio de 2013                     | 344.000                                 | 4,3%                                    |
| 161                                     | Lunes                                   | 29 de julio de 2013                     | 356.000                                 | 4,3%                                    |
| 162                                     | Martes                                  | 30 de julio de 2013                     | 355.000                                 | 4,3%                                    |
| 163                                     | Miércoles                               | 31 de julio de 2013                     | 384.000                                 | 4,6%                                    |
| 164                                     | Jueves                                  | 1 de agosto de 2013                     | 378.000                                 | 4,7%                                    |
| 165                                     | Viernes                                 | 2 de agosto de 2013                     | 407.000                                 | 5,1%                                    |
| 166                                     | Lunes                                   | 5 de agosto de 2013                     | 401.000                                 | 4,9%                                    |
| 167                                     | Martes                                  | 6 de agosto de 2013                     | 400.000                                 | 5,2%                                    |
| 168                                     | Miércoles                               | 7 de agosto de 2013                     | 360.000                                 | 4,6%                                    |
| 169                                     | Jueves                                  | 8 de agosto de 2013                     | 323.000                                 | 4,3%                                    |
| 170                                     | Viernes                                 | 9 de agosto de 2013                     | 321.000                                 | 4,3%                                    |
| 171                                     | Lunes                                   | 12 de agosto de 2013                    | 380.000                                 | 4,8%                                    |
| 172                                     | Martes                                  | 13 de agosto de 2013                    | 370.000                                 | 4,8%                                    |
| 173                                     | Miércoles                               | 14 de agosto de 2013                    | 385.000                                 | 5,4%                                    |
| 174                                     | Jueves                                  | 16 de agosto de 2013                    | 313.000                                 | 4,1%                                    |
| 175                                     | Lunes                                   | 19 de agosto de 2013                    | 325.000                                 | 4,2%                                    |
| 176                                     | Martes                                  | 20 de agosto de 2013                    | 329.000                                 | 4,3%                                    |
| 177                                     | Miércoles                               | 21 de agosto de 2013                    | 412.000                                 | 5,3%                                    |
| 178                                     | Jueves                                  | 22 de agosto de 2013                    | 388.000                                 | 5,0%                                    |
| 179                                     | Viernes                                 | 23 de agosto de 2013                    | 325.000                                 | 4,2%                                    |
| 180                                     | Lunes                                   | 26 de agosto de 2013                    | 348.000                                 | 4,3%                                    |
| 181                                     | Martes                                  | 27 de agosto de 2013                    | 344.000                                 | 4,3%                                    |
| 182                                     | Miércoles                               | 28 de agosto de 2013                    | 306.000                                 | 3,7%                                    |
| 183                                     | Jueves                                  | 29 de agosto de 2013                    | 325.000                                 | 4,0%                                    |
| 184                                     | Viernes                                 | 30 de agosto de 2013                    | 399.000                                 | 5,0%                                    |
| 185                                     | Lunes                                   | 2 de septiembre de 2013                 | 322.000                                 | 3,9%                                    |
| 186                                     | Martes                                  | 3 de septiembre de 2013                 | 333.000                                 | 4,1%                                    |
| 187                                     | Jueves                                  | 5 de septiembre de 2013                 | 300.000                                 | 3,6%                                    |
| 188                                     | Viernes                                 | 6 de septiembre de 2013                 | 291.000                                 | 3,5%                                    |

## Segunda etapa (2013)
| Programación emitida (Evolución diaria) | Programación emitida (Evolución diaria) | Programación emitida (Evolución diaria) | Programación emitida (Evolución diaria) | Programación emitida (Evolución diaria) |
| N.º                                     | Día laborable                           | Fecha de emisión                        | Espectadores                            | Share                                   |
| --------------------------------------- | --------------------------------------- | --------------------------------------- | --------------------------------------- | --------------------------------------- |
| 189                                     | Lunes                                   | 9 de septiembre de 2013                 | 368.000                                 | 4,0%                                    |
| 190                                     | Martes                                  | 10 de septiembre de 2013                | 287.000                                 | 3,3%                                    |
| 191                                     | Miércoles                               | 11 de septiembre de 2013                | 350.000                                 | 3,8%                                    |
| 192                                     | Viernes                                 | 13 de septiembre de 2013                | 372.000                                 | 4,5%                                    |
| 193                                     | Martes                                  | 17 de septiembre de 2013                | 265.000                                 | 3,2%                                    |
| 194                                     | Miércoles                               | 18 de septiembre de 2013                | 526.000                                 | 6,5%                                    |
| 195                                     | Lunes                                   | 23 de septiembre de 2013                | 289.000                                 | 3,5%                                    |
| 196                                     | Martes                                  | 24 de septiembre de 2013                | 286.000                                 | 3,4%                                    |
| 197                                     | Miércoles                               | 25 de septiembre de 2013                | 319.000                                 | 3,9%                                    |
| 198                                     | Jueves                                  | 26 de septiembre de 2013                | 327.000                                 | 4,2%                                    |
| 199                                     | Viernes                                 | 27 de septiembre de 2013                | 335.000                                 | 3,8%                                    |
| 200                                     | Lunes                                   | 30 de septiembre de 2013                | 398.000                                 | 4,3%                                    |
| 201                                     | Martes                                  | 1 de octubre de 2013                    | 322.000                                 | 3,8%                                    |
| 202                                     | Miércoles                               | 2 de octubre de 2013                    | 401.000                                 | 4,9%                                    |
| 203                                     | Viernes                                 | 4 de octubre de 2013                    | 372.000                                 | 4,3%                                    |
| 204                                     | Lunes                                   | 7 de octubre de 2013                    | 290.000                                 | 3,5%                                    |
| 205                                     | Martes                                  | 8 de octubre de 2013                    | 328.000                                 | 3,9%                                    |
| 206                                     | Miércoles                               | 9 de octubre de 2013                    | 333.000                                 | 3,9%                                    |
| 207                                     | Jueves                                  | 10 de octubre de 2013                   | 373.000                                 | 4,3%                                    |
| 208                                     | Viernes                                 | 11 de octubre de 2013                   | 364.000                                 | 4,2%                                    |
| 209                                     | Lunes                                   | 14 de octubre de 2013                   | 374.000                                 | 4,0%                                    |
| 210                                     | Martes                                  | 15 de octubre de 2013                   | 340.000                                 | 3,6%                                    |
| 211                                     | Miércoles                               | 16 de octubre de 2013                   | 325.000                                 | 3,7%                                    |
| 212                                     | Jueves                                  | 17 de octubre de 2013                   | 332.000                                 | 3,9%                                    |
| 213                                     | Viernes                                 | 18 de octubre de 2013                   | 261.000                                 | 3,0%                                    |
| 214                                     | Lunes                                   | 21 de octubre de 2013                   | 324.000                                 | 3,5%                                    |
| 215                                     | Martes                                  | 22 de octubre de 2013                   | 345.000                                 | 3,4%                                    |
| 216                                     | Miércoles                               | 23 de octubre de 2013                   | 334.000                                 | 3,6%                                    |
| 217                                     | Viernes                                 | 25 de octubre de 2013                   | 333.000                                 | 3,5%                                    |
| 218                                     | Lunes                                   | 28 de octubre de 2013                   | 402.000                                 | 3,9%                                    |
| 219                                     | Martes                                  | 29 de octubre de 2013                   | 332.000                                 | 3,1%                                    |
| 220                                     | Miércoles                               | 30 de octubre de 2013                   | 351.000                                 | 3,4%                                    |
| 221                                     | Jueves                                  | 31 de octubre de 2013                   | 326.000                                 | 3,5%                                    |

## Datos de audiencias
- Récord de share: emitido el jueves 27 de junio de 2013, con un 6,6 %.[5]
- Récord de espectadores:  emitido el viernes 1 de febrero de 2013, con 627 000 espectadores.[6]
- Mínimo de share:  emitido el miércoles 28 de noviembre de 2012, con un 2,3 %.[7]
- Mínimo de espectadores: emitido el viernes 18 de octubre de 2013, con 261 000 espectadores.[8]